# Abdoulaye Chérif Diaby
Pour les articles homonymes, voir Diaby.

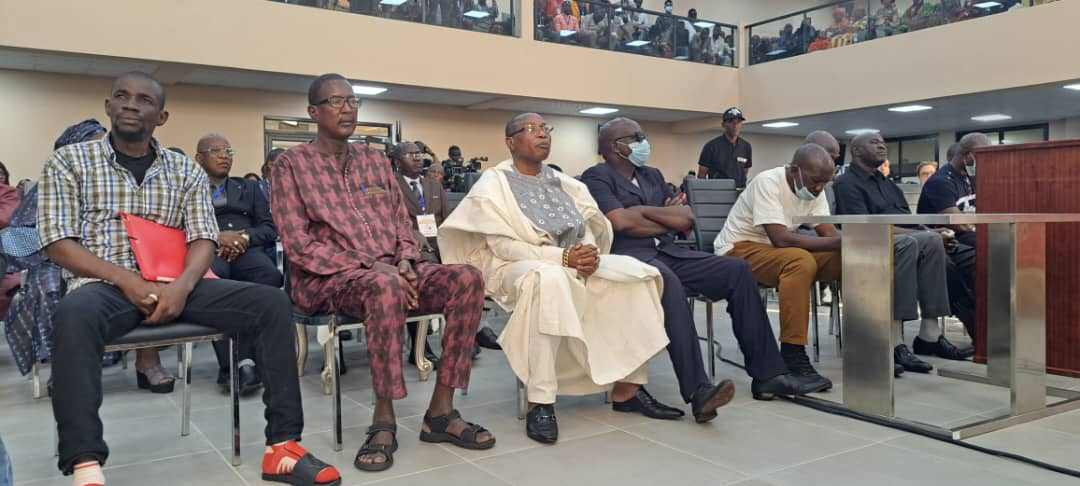
Abdoulaye Chérif est le deuxième en partant de la droite

Abdoulaye Chérif Diaby, né le 26 février 1960 à Pita, est un médecin militaire guinéen.
Il est ministre de la santé sous la présidence du capitaine guinéen Moussa Dadis Camara.

## Procès
Aux côtés de ses coaccusés, il participe au procès qui a commencé le 28 septembre 2022, il sera entendu pour la première fois par la cour du 14 au 15 novembre 2022,.
Le 31 juillet 2024, Abdoulaye chérif et trois autres sont renvoyés pour des fins de la poursuite pour crime non imputable à leur égard dans les massacres survenus en 2009, il est déclarer non coupable.